# 156879 Eloïs
156879 Eloïs è un asteroide della fascia principale. Scoperto nel 2003, presenta un'orbita caratterizzata da un semiasse maggiore pari a 2,3422219 UA e da un'eccentricità di 0,1301939, inclinata di 3,02275° rispetto all'eclittica.
L'asteroide è dedicato al figlio di uno degli scopritori, Michel Hernandez: Eloïs Hernandez.